# Stefan Kneer
Stefan Kneer (ur. 19 grudnia 1985 w Sinzheim), niemiecki piłkarz ręczny, reprezentant kraju, lewy rozgrywający. Obecnie występuje w Bundeslidze, w drużynie TV Großwallstadt.